# Heinrich Wilhelm Bachmann
Heinrich Wilhelm Bachmann (genannt der Jüngere) (* 1737 in Magdeburg; † um 1776 in Sankt Petersburg) war Kaufmann, Fabrikant und Kunstmäzen.

## Leben
Bachmanns Vater war der Kaufmann Heinrich Wilhelm Bachmann der Ältere, der 1734 aus Langenberg (Herzogtum Berg) nach Magdeburg eingewandert und Bürger der Pfälzer Kolonie geworden war. Die Familie lebte in Magdeburg im Haus Domstraße 1. Außerdem gehörte ihnen das Haus Fürstenwallstraße 19 sowie die Häuser Breiter Weg 1 und 2. Bachmann der Jüngere erhielt Erziehung und Bildung von seinem Hauslehrer Johann Georg Sulzer. Er übernahm die Firma seines am 23. Juni 1753 verstorbenen Vaters und fabrizierte, mit einem königlichen Privileg versehen, von 1755 an Seiden- und Samtborten. Die Firma geriet bald danach in wirtschaftliche Schwierigkeiten, Bachmann setzte sich nach Sankt Petersburg ab und nahm sich dort das Leben.
Bekannt wurde Bachmann durch literarische Sommer-Gesellschaften, die sein Vater schon 1750 auf seinem Grundstück in Magdeburg auf dem Werder eingerichtet hatte. Dort trafen sich Literaten wie Johann Wilhelm Ludwig Gleim, Friedrich Gottlieb Klopstock oder Anna Luise Karsch, aber auch Theologen wie Johann Samuel Patzke oder der Oberhofprediger August Friedrich Sack aus Berlin mit interessierten Bürgern, um neue Werke, Kunst und Musik kennenzulernen und zu betrachten. Bachmann betätigte sich auch als Kunstmäzen, so z. B. ließ er Christian Fürchtegott Gellert 50 Dukaten für ein Auftragsgedicht zukommen. Die ebenfalls von Bachmann geförderte Dichterin Anna Luise Karsch verfasste die Ode an Freund Bachmann.
Bachmann war Mitglied der Magdeburger Freimaurerloge Ferdinand zur Glückseligkeit.